# Manuel García y Rodríguez

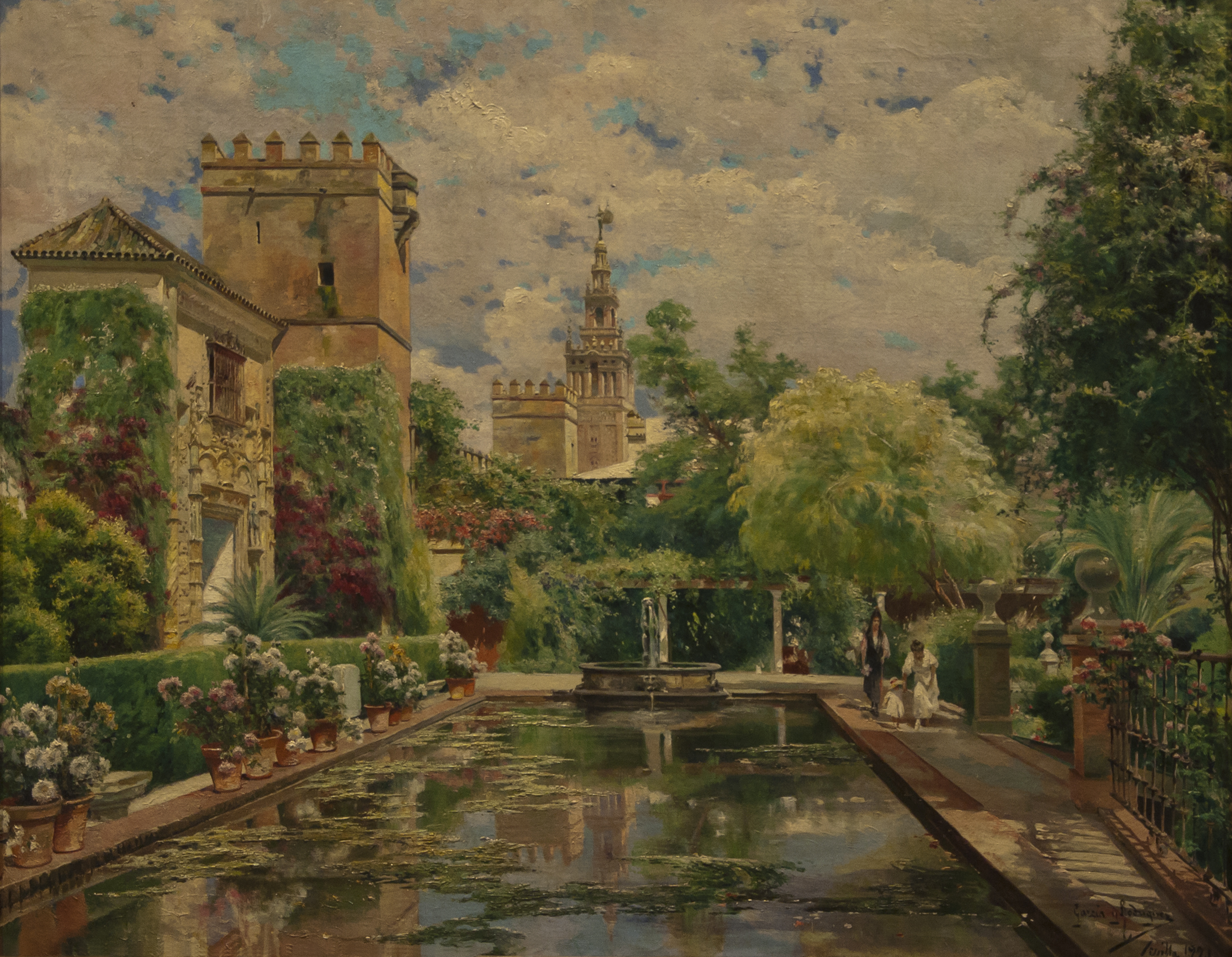
Tuinen van het Alcázar in Sevilla (1921) in het Museo de Bellas Artes de Sevilla

Manuel García y Rodríguez (Sevilla, 1863 - aldaar, 1925) was een Spaanse kunstschilder. 
Zijn eerste schilderlessen kreeg hij van José de la Vega Marrugal. Later bekwaamde hij zich aan de school van het Museo de Bellas Artes de Sevilla waar hij een leerling was van Eduardo Cano. Zijn werk is voornamelijk toegewijd aan Sevilla en het landschap rond de stad. Ook de Guadalquivir is vaak te zien op zijn doeken.
- Biblioteca Nacional de España: XX868665
- Bibliothèque nationale de France: cb149744850 (data)
- Gemeinsame Normdatei: 1036946185
- International Standard Name Identifier: 0000 0000 6639 3055
- Library of Congress Control Number: no2023015328
- RKD-Nederlands Instituut voor Kunstgeschiedenis: 30218
- Union List of Artist Names: 500036314
- Virtual International Authority File: 49497972